# Toverum

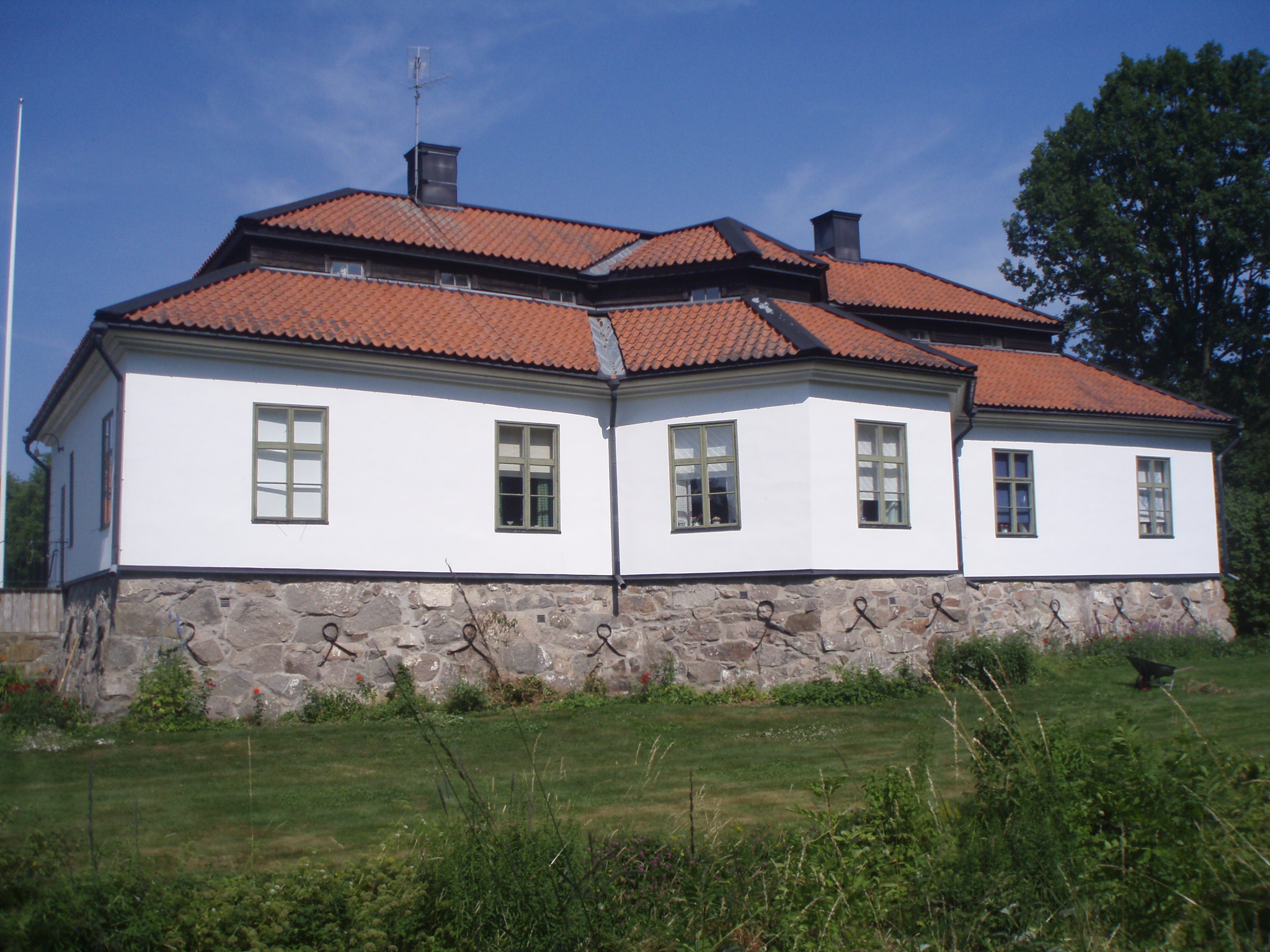
Toverums säteri.

Toverums säteri är en herrgård i Locknevi socken i Vimmerby kommun i Småland.
Toverums säteri ligger vid sjön Yxern i Locknevi församling. Huvudbyggnaden är uppförd 1740 och innehåller sju rum och ett kök, flygelbyggnaden innehåller fem rum. Ytterligare en flygel uppfördes 1949 och innehåller fyra rum, ett kök och en hall. Till gården hör en engelsk park som anlades av brukspatron Carl Steen under 1800-talets början.

## Historik
Den förste ägaren var löjtnant Lars Joensson-Enhörning. Flera släkter har ägt gården. Den mest kända var släkten Klingspor som övertog Toverum i början av 1700-talet. 1735 fick Stephan Klingspor tillstånd att bygga ett järnbruk vid Toverum, och Sporrbacka masugn uppfördes. Där tillverkades tackjärn som sedan smiddes till stångjärn i smedjorna. 1742 fick Klingspor tillstånd att bygga ytterligare en smedja vid Fängebo. Smedjorna i Toverum och Fängebo bildade tillsammans med Sporrbacka masugn företaget Toverums Bruk. 1746 anlades en manufaktursmedja i Toverum där stångjärnet förädlades till bland annat hästskor och spik.
I slutet av 1700-talet ägdes Toverum av Carl Steen. Hans brorson, Carl Steen (den yngre), övertog bruket på 1790-talet och drev det i trettio år. Efter det hade bruket olika ägare fram till 1886 då det lades ner. Idag finns Toverum i familjen Petersons ägo.  

## Ägarlängd
- Lars Enhörning 1647–1735
- Stephan Klingspor 1735–1766
- Släkten Steen 1766–1824
- Johan Fredrik Granschoug 1824–1839
- Cederbaum (barnbarn till Granschoug) 1839–1840
- Anders Baltzar de Maré 1840–1898
- Gustav Borell 1898–1929
- Paul Peterson 1929–

## Bildgalleri

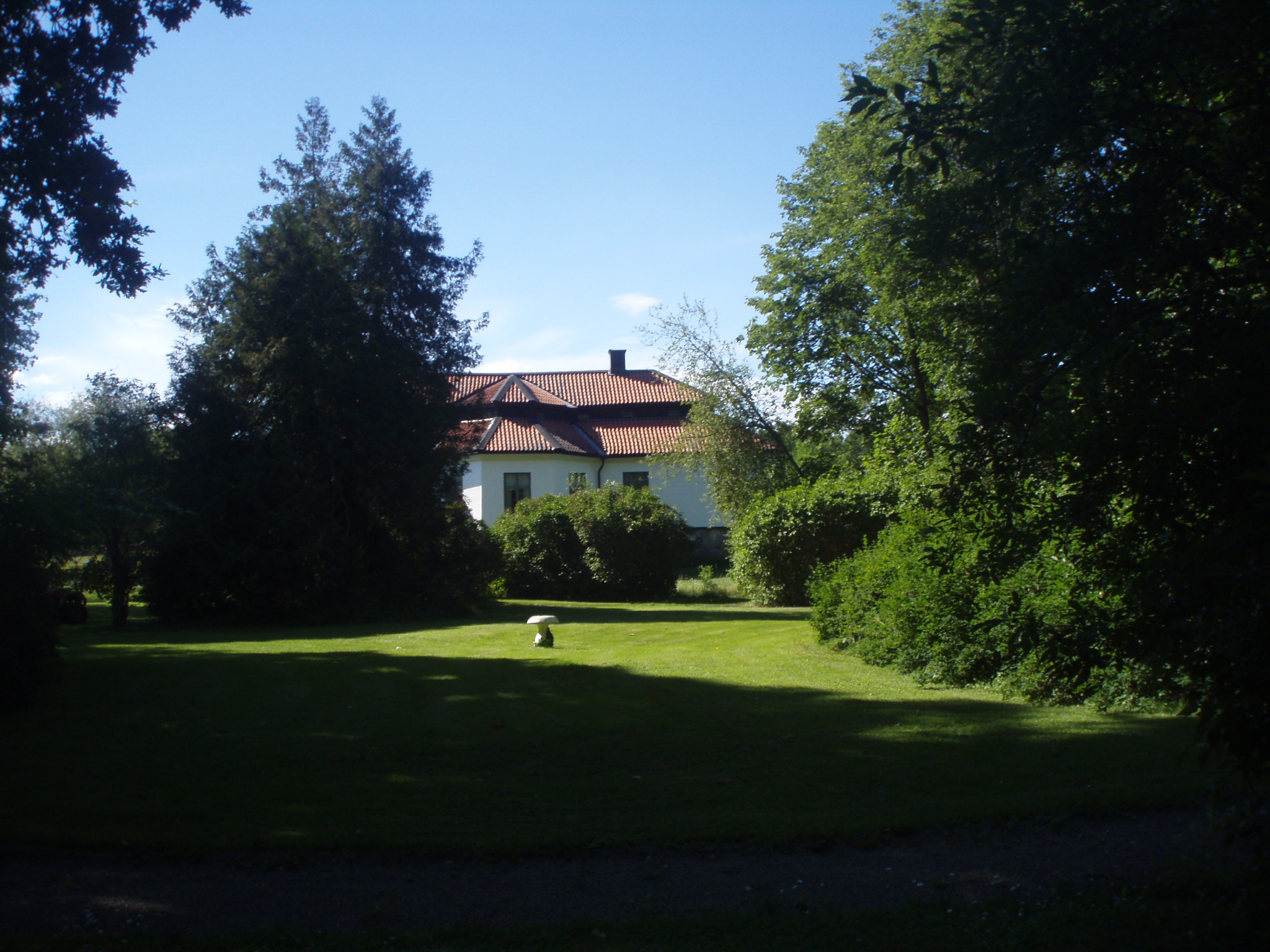
Vy mot Toverums herrgård från den engelska parken
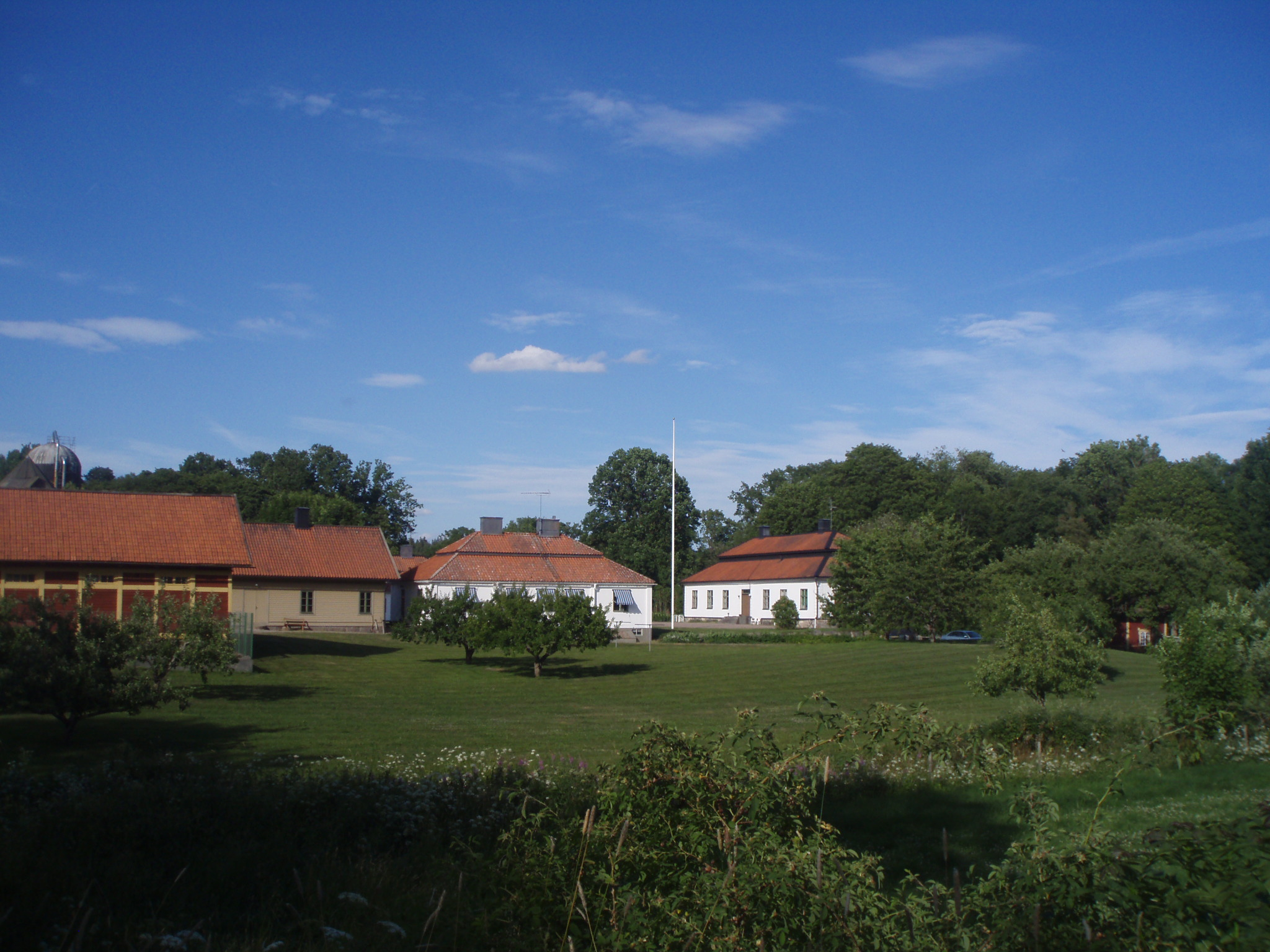
Toverums gård
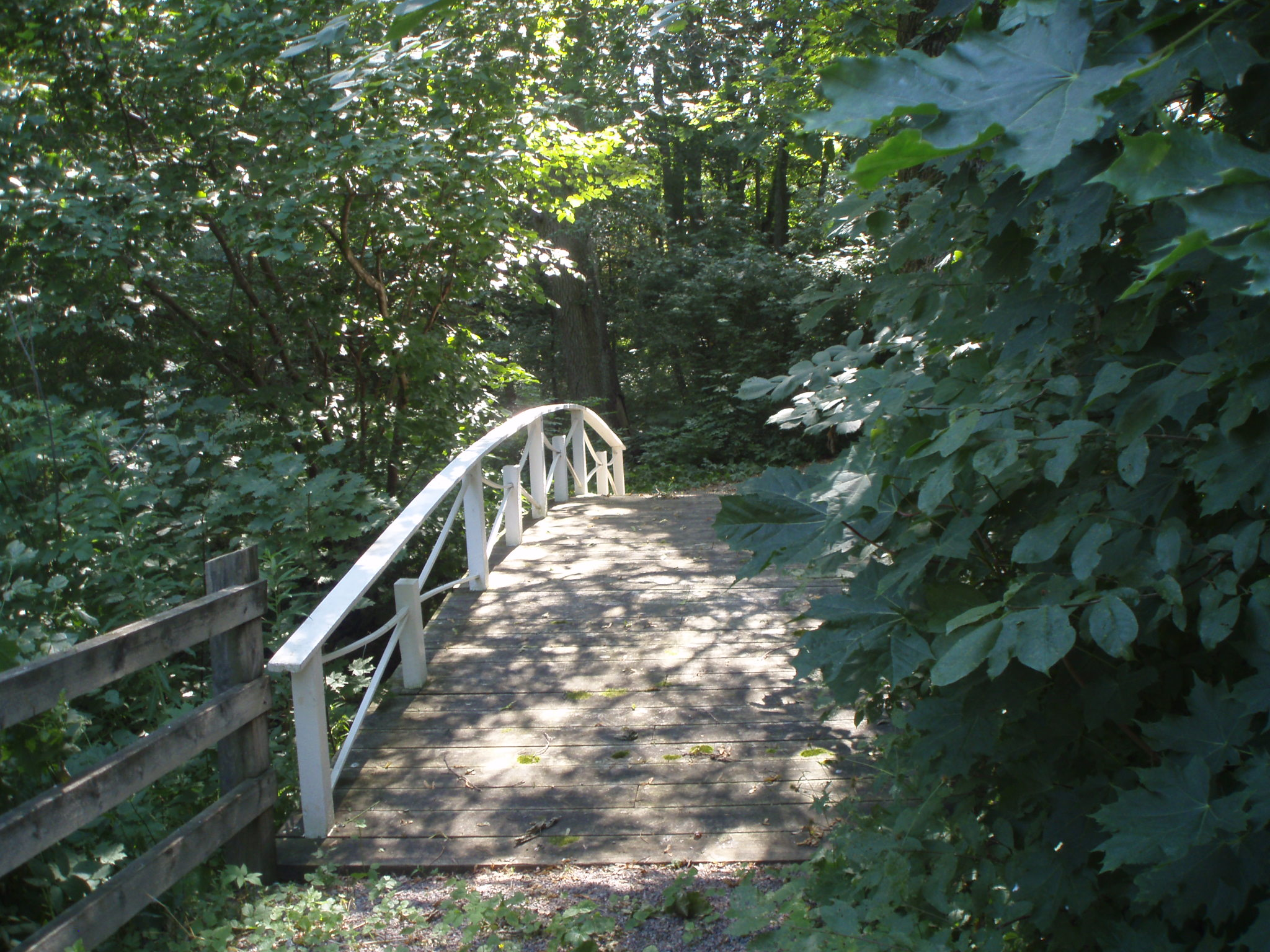
Bro till den engelska parken
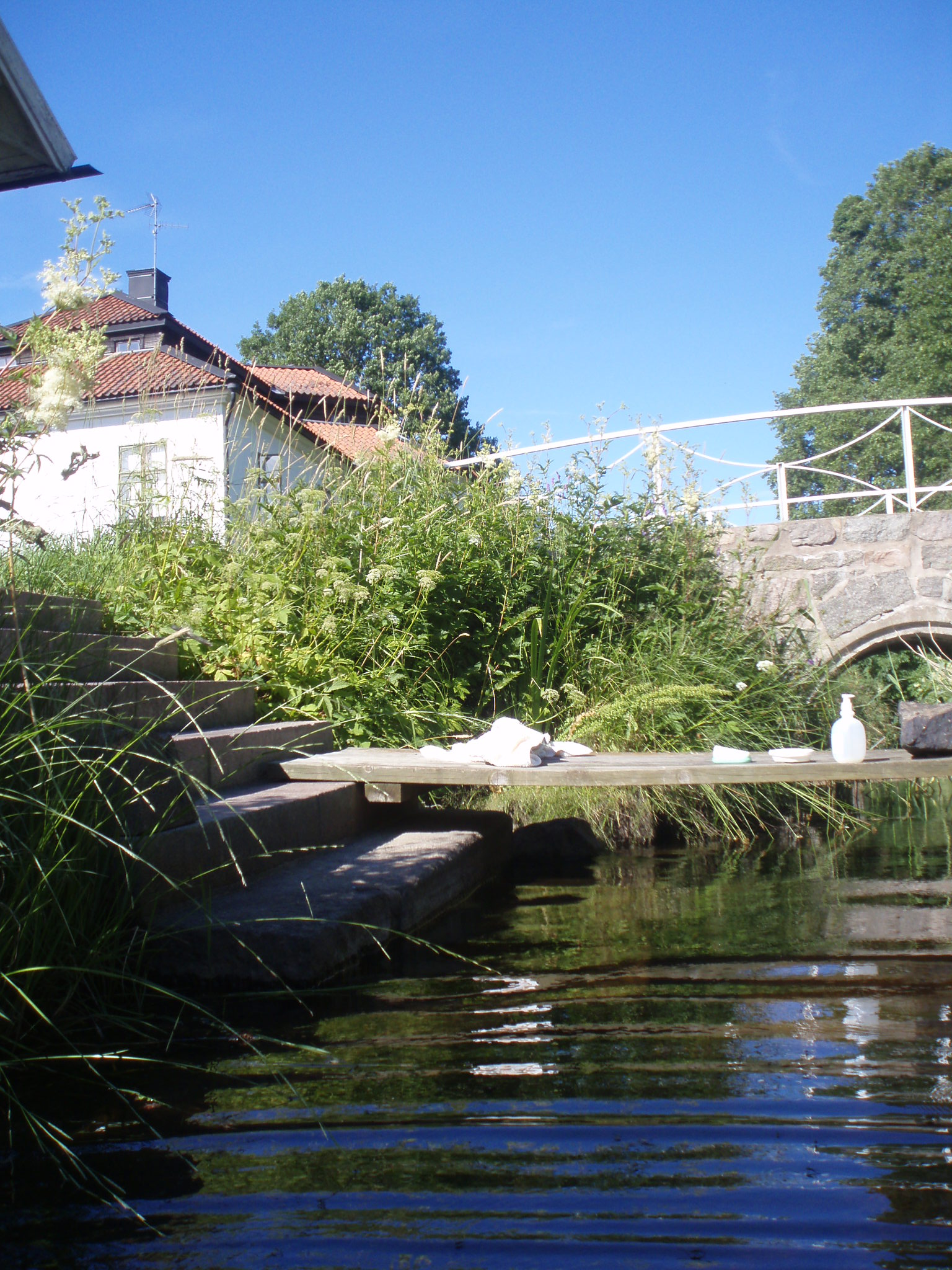
Ån som rinner kring parken